# Phainoptila melanoxantha
El capulinero negrigualdo (Phainoptila melanoxantha) es una especie de ave paseriforme de la familia Ptiliogonatidae endémica de la cordillera de Talamanca. Es la única especie del género Phainoptila.

## Descripción

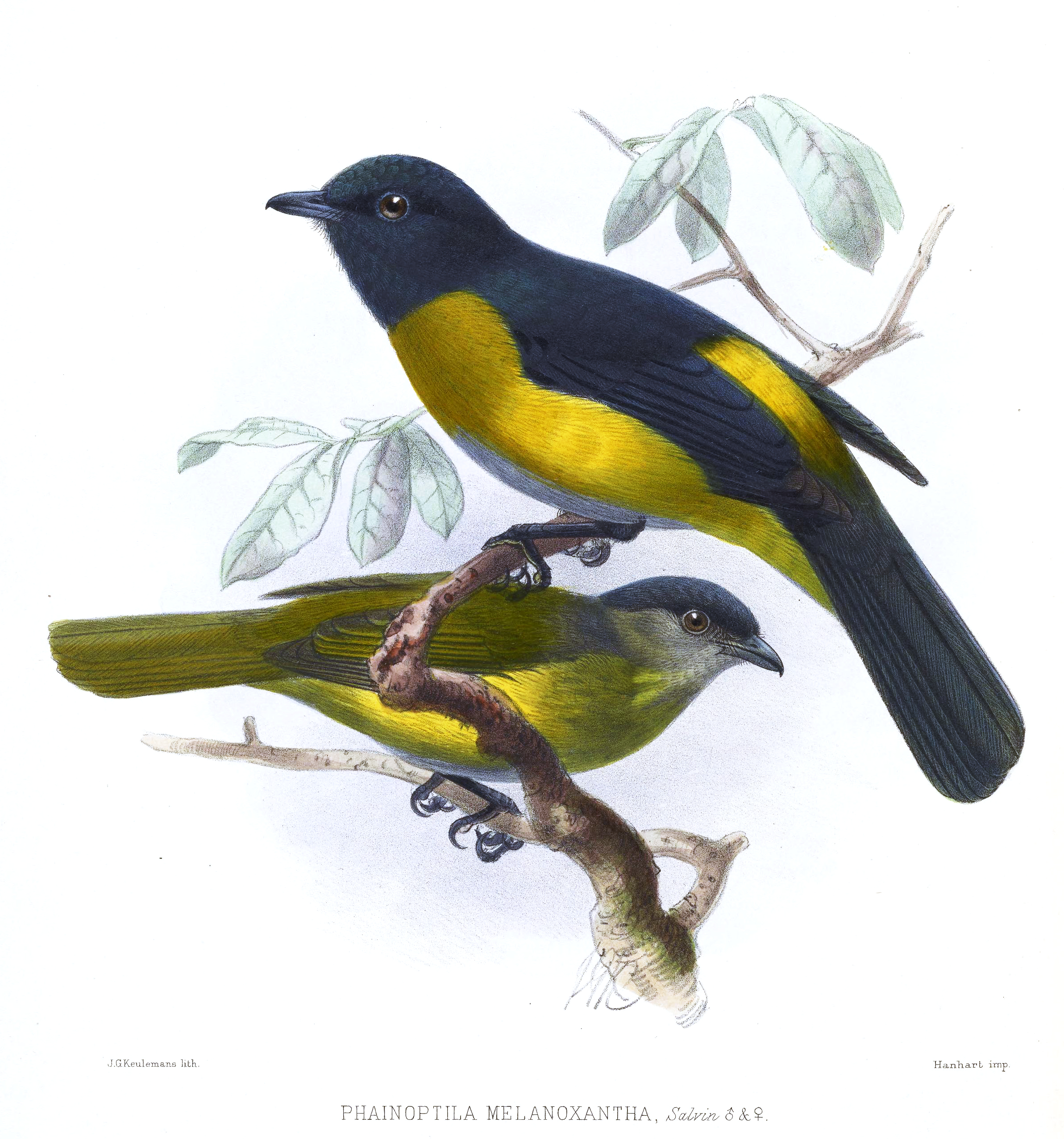

El capulinero negrigualdo es un pájaro pequeño y rechoncho con unos característicos flancos amarillos. Los machos tienen la cabeza, la espalda y la cola negras, mientras que sus flancos y obispillo son amarillos, su pecho verde oliváceo y su vientre gris. Las hembras solo tienen negro el píleo, sus pecho, obispillo, alas y cola son verde oliváceo, su garganta, nuca y vientre grises y sus flancos amarillos. Los juveniles son similares a las hembras, pero de tonos más apagados, no tienen gris en la nuca y su pecho tiene un veteado oscuro.

## Distribución y hábitat
El capulinero negrigualdo habita únicamente en Costa Rica y el oeste de Panamá, en las montañas a partir de los 1800 m hasta el límite superior del bosque, aunque puede divagar por zonas más bajas tras la época de cría. Se encuentra en los bosques de montaña y los bosques secundarios adyacentes. Los capulineros negrigualdos frecuentan el nivel medio y la parte superior del sotobosque de los bosques de montaña.

## Comportamiento
Se alimenta principalmente de frutos de los árgoles, de las epifitas y los matorrales. Es un pájaro sedentario y poco activo, a menudo pasa largos periodos de tiempo atiborrándose de los frutos de un solo árbol. Ocasionalmente se une a las bandadas de clorospingo cejiblanco, pero pronto queda atrás. De vez en cuando picotea insectos entre las hojas o los atrapa en al aire. Generalmente se encuentra solo o en parejas, o bien forma pequeñas bandadas tras la época de cría. 
Construye nidos compatos en forma de cuenco con musgo verde, pequeñas ramitas y hojas de helechos. Suelen situarlos entre 1,5–4 metros de altura en los arbustos o árboles bajos. Suele poner dos huevos blanquecinos y moteados. Anida entre abril y mayo.